# Elecciones municipales de Perú de 1998
Las elecciones municipales de Perú de 1998 se llevaron a cabo el domingo 11 de octubre de 1998 en todo el Perú, para elegir a los alcaldes provinciales y distritales para el período 1999-2002. Fueron convocadas por Alberto Fujimori Fujimori mediante Decreto Supremo N.º 012-98-PCM (2 de abril de 1998). La segunda vuelta municipal se llevó a cabo el 13 de diciembre de 1998.
Las elecciones municipales se desarrollaron en medio del desgaste político del régimen fujimorista que, en su noveno año de mandato, enfrentaba una notable oposición. En 1998, los devastadores efectos del fenómeno de El Niño afectaron especialmente al norte del país, mientras que una intensa movilización popular, principalmente universitaria y con gran impacto en el interior del país, se opuso a los planes de Fujimori de presentarse para un tercer mandato. Utilizando su mayoría en el Congreso, el fujimorismo impidió el desarrollo de un referéndum sobre la constitucionalidad de la rerreelección, lo que generó un clima de tensión y descontento social. Además, se promovieron cambios legales para limitar la participación de agrupaciones nacionales, se introdujo una segunda vuelta electoral municipal con un mínimo de votación del 20% y se extendió el periodo municipal de tres a cuatro años.
En la oposición, el Movimiento Independiente Somos Lima, triunfador en las elecciones de 1995, se transformó en una organización nacional bajo el nombre de Movimiento Independiente Somos Perú. Alberto Andrade, alcalde de Lima y líder del partido, comenzaba a perfilarse como un posible candidato para las elecciones generales de 2000, gracias a su buena gestión y mejorada imagen. Unión por el Perú, la principal fuerza opositora en el Congreso, apoyó a Andrade en Lima, pero enfrentó una crisis interna que dificultó la presentación de candidaturas de consenso. Los partidos tradicionales, Acción Popular y el Partido Aprista Peruano, participaron en las elecciones, pero fueron objeto de una campaña de desprestigio por los fracasos de sus gobiernos anteriores. En general, los candidatos opositores adoptaron discursos no ideológicos, buscando adhesiones para la oposición a la reelección de Fujimori.
Por su lado, el fujimorismo se reorganizó alrededor del Movimiento Independiente Vamos Vecino, presentando candidaturas de simpatizantes del régimen y actores políticos locales, apelando al clientelismo para mantener su base de apoyo. Esta agrupación contó con el respaldo del gobierno y la infraestructura estatal para realizar campañas políticas, además de corrupción de funcionarios y contracampañas en los medios de comunicación. Las elecciones municipales se llevaron a cabo en medio del intento del gobierno fujimorista por ganar espacios de poder local para apoyar su reelección en el año 2000. De esta forma, Vamos Vecino se alzó como la tercera agrupación política vinculada al gobierno, después de Cambio 90 y Nueva Mayoría, para ganar representaciones municipales y canalizar trabajos asistencialistas con fines reeleccionistas.
En medio de la polarización entre el gobierno y la oposición, los independientes generalmente manejaron un discurso descentralista, pese a ser disímiles y contradictorios entre sí, incorporando a personalidades con pasado partidario. Muchos de ellos, aspirantes a la reelección, se unieron a protestas por mayores presupuestos y disponibilidad del gasto. Nuevamente, las listas independientes poblaron las candidaturas en todo el país.
La campaña electoral estuvo marcada por problemas logísticos y de coordinación, errores en la distribución de material electoral, instalación tardía de mesas de sufragio, problemas de impresión de carteles y cédulas y falta de actualización de datos en el padrón electoral. Los organismos electorales, desacreditados por la intervención gubernamental, contribuyeron a la desconfianza en el proceso. Sin embargo, la jornada electoral del 11 de octubre se caracterizó por la tranquilidad política.
Los resultados de las elecciones no presentaron cambios importantes en comparación con los comicios subnacionales anteriores. Como se esperaba, Andrade consiguió nuevamente la victoria en Lima con el mayor apoyo de la historia, a pesar de enfrentarse a Juan Hurtado Miller, el que fue considerado como el único candidato oficialista con posibilidades de evitar una derrota humillante para el gobierno en la capital. Somos Perú se consolidó como la organización más votada a nivel nacional, éxito que no repetiría sino hasta veinticuatro años después. A pesar del triunfo, Somos Perú obtuvo pocas victorias significativas fuera de Lima. Vamos Vecino se impuso como la segunda fuerza política en la capital y en el resto del país, ganando principalmente en provincias intermedias y de escaso peso electoral. Acción Popular y el Partido Aprista Peruano, otrora mayores fuerzas políticas nacionales, tuvieron resultados críticos, consiguiendo victorias en cinco y seis provincias, respectivamente. Unión por el Perú logró la victoria en solo dos provincias.
Al igual que en 1995, aunque con un menor caudal electoral, las listas independientes se impusieron en la mayoría de las provincias, concentrando aproximadamente un tercio del voto nacional. La gran mayoría de capitales departamentales estuvieron bajo su control mientras que, en los movimientos de carácter nacional, Vamos Vecino ganó en seis capitales, incluyendo Cusco; Somos Perú, además de Lima, ganó en Huánuco, y el aprismo triunfó en su bastión tradicional, Trujillo. El éxito de las listas independientes continuó demostrando la desconfianza de la ciudadanía hacia los partidos políticos tradicionales y la preferencia por opciones más locales y no partidistas.

## Sistema electoral
Las municipalidades provinciales y distritales constituyen el órgano administrativo y de gobierno de las provincias y los distritos del Perú. Están compuestas por el alcalde y el concejo municipal (provincial y distrital). La votación se realiza en base al sufragio universal, que comprende a todos los ciudadanos nacionales mayores de dieciocho años, empadronados y residentes en la provincia o el distrito y en pleno goce de sus derechos políticos, así como a los ciudadanos no nacionales residentes y empadronados en la provincia o el distrito.
Los concejos municipales están compuestos por entre 5 y 14 regidores (excepto el de la provincia de Lima, compuesto por 39 regidores) elegidos por sufragio directo para un período de cuatro (4) años. La votación es por lista cerrada y bloqueada. Se asigna a la lista ganadora los escaños según el método d'Hondt o la mitad más uno, lo que más le favorezca. Es elegido como alcalde el candidato que ocupe el primer lugar de la lista que haya obtenido la más alta votación, siempre y cuando haya obtenido más del 20% de votos válidos.

## Partidos y líderes
A continuación se muestra una lista de los principales partidos y alianzas electorales que participaron en las elecciones:
| Candidatura | Candidatura | Partidos y alianzas                                | Líderes                    | Líderes                    | Ideología                                                         | Resultado previo | Resultado previo |
| Candidatura | Candidatura | Partidos y alianzas                                | Líderes                    | Líderes                    | Ideología                                                         | Votos (%)        | Prov.            |
| ----------- | ----------- | -------------------------------------------------- | -------------------------- | -------------------------- | ----------------------------------------------------------------- | ---------------- | ---------------- |
|             | SP          | Lista - Movimiento Independiente Somos Perú (SP)   |                            | Alberto Andrade Carmona    | Democracia cristiana Conservadurismo social Liberalismo económico | 20,44%           | 1                |
|             | VV          | Lista - Movimiento Independiente Vamos Vecino (VV) |                            | Alberto Fujimori Fujimori  | Fujimorismo                                                       | 18,81%           | 0                |
|             | AP          | Lista - Acción Popular (AP)                        |                            | Fernando Belaúnde Terry    | Humanismo Nacionalismo cívico Reformismo                          | 5,07%            | 15               |
|             | APRA        | Lista - Partido Aprista Peruano (APRA)             |                            | Alan García Pérez          | Aprismo                                                           | Nuevo            | Nuevo            |
|             | UPP         | Lista - Unión por el Perú (UPP)                    |                            | Javier Pérez de Cuéllar    | Socioliberalismo Progresismo Socialdemocracia                     | Nuevo            | Nuevo            |
|             | IND         | Lista - Independientes                             | Sin liderazgo centralizado | Sin liderazgo centralizado | Localismo                                                         | 52,79%           | 177              |

## Elecciones municipales provinciales

### Sumario general

Resultados de las elecciones municipales provinciales de Perú de 1998.

| Partidos y coaliciones | Partidos y coaliciones                     | Voto popular | Voto popular | Voto popular | Alcaldías | Alcaldías |
| Partidos y coaliciones | Partidos y coaliciones                     | Votos        | %            | ±pp          | Total     | +/−       |
| ---------------------- | ------------------------------------------ | ------------ | ------------ | ------------ | --------- | --------- |
|                        | Movimiento Independiente Somos Perú (SP)   | 2 629 911    | 28,37        | +7.93        | 21        | +20       |
|                        | Movimiento Independiente Vamos Vecino (VV) | 2 324 973    | 25,08        | +6.27        | 72        | +72       |
|                        | Partido Aprista Peruano (APRA)             | 604 453      | 6,52         | n/a          | 6         | +6        |
|                        | Acción Popular (AP)                        | 468 458      | 5,05         | –0.02        | 5         | –10       |
|                        | Unión por el Perú (UPP)                    | 125 870      | 1,36         | Nuevo        | 2         | +2        |
|                        | Independientes                             | 3 116 054    | 33,62        | n/a          | 79        | –98       |
|                        | Elecciones municipales complementarias     | n/a          | n/a          | n/a          | 9         | n/a       |
|                        |                                            |              |              |              |           |           |
| Total                  | Total                                      | 9 269 719    |              |              | 194       | +1        |
|                        |                                            |              |              |              |           |           |
| Votos válidos          | Votos válidos                              | 9 269 719    | 87,30        | +5.15        |           |           |
| Votos en blanco        | Votos en blanco                            | 743 698      | 7,00         | –1.31        |           |           |
| Votos nulos            | Votos nulos                                | 599 861      | 5,65         | –3.89        |           |           |
| Votos impugnados       | Votos impugnados                           | 4505         | 0,04         | n/a          |           |           |
| Votos emitidos         | Votos emitidos                             | 10 617 783   | 79,47        | +4.59        |           |           |
| Abstenciones           | Abstenciones                               | 2 743 467    | 20,53        | –4.59        |           |           |
| Votantes registrados   | Votantes registrados                       | 13 361 250   |              |              |           |           |
|                        |                                            |              |              |              |           |           |
| Fuente:                |                                            |              |              |              |           |           |

### Resultados por provincia
La siguiente tabla enumera el control partidario de las provincias donde se ubican las capitales así como las más pobladas de cada departamento, además de aquellas con una población por encima o alrededor de 60 000. El cambio de mando de una organización política se resalta del color de ese partido.
| Provincia         | Población | Alcalde(sa) titular            | Partido político | Partido político           | Alcalde(sa) electo(a)                          | Partido político                               | Partido político                               |
| ----------------- | --------- | ------------------------------ | ---------------- | -------------------------- | ---------------------------------------------- | ---------------------------------------------- | ---------------------------------------------- |
| Lima              | 6 488 772 | Alberto Andrade Carmona        |                  | Somos Lima                 | Alberto Andrade Carmona                        |                                                | Somos Perú                                     |
| Arequipa          | 777 832   | Roger Cáceres Pérez            |                  | Lista Independiente N.º 9  | Juan Guillén Benavides                         |                                                | Arequipa Tradición y Futuro                    |
| Callao            | 735 837   | Alexander Kouri Bumachar       |                  | Chim Pum Callao            | Alexander Kouri Bumachar                       |                                                | Chimpum Callao                                 |
| Chiclayo          | 729 241   | Miguel Bartra Grosso           |                  | Acción Popular             | Miguel Bartra Grosso                           |                                                | Adelante Chiclayo                              |
| Trujillo          | 682 947   | José Murgia Zannier            |                  | Lista Independiente N.º 11 | José Murgia Zannier                            |                                                | Partido Aprista Peruano                        |
| Piura             | 569 883   | José Aguilar Santisteban       |                  | Lista Independiente N.º 9  | Roberto Hilbck Eguiguren                       |                                                | Reconstrucción y Desarrollo                    |
| Maynas            | 480 617   | Jorge Chávez Sibina            |                  | Lista Independiente N.º 7  | Yván Vásquez Valera                            |                                                | Fuerza Loretana                                |
| Huancayo          | 451 988   | Pedro Morales Mansilla         |                  | Acción Popular             | Dimas Aliaga Castro                            |                                                | Frente Vecinal Independiente                   |
| Santa             | 379 199   | Guzmán Aguirre Altamirano      |                  | Lista Independiente N.º 5  | Guzmán Aguirre Altamirano                      |                                                | Vamos Vecino                                   |
| Coronel Portillo  | 315 359   | Carlos Acho Mego               |                  | Lista Independiente N.º 15 | Víctor Yamashiro Shimabukuro                   |                                                | Pucallpa 2000                                  |
| Cusco             | 303 414   | Raúl Salizar Saico             |                  | Lista Independiente N.º 17 | Carlos Valencia Miranda                        |                                                | Vamos Vecino                                   |
| Ica               | 282 587   | Carlos Ramos Loayza            |                  | Frente Progresista Iqueño  | Desiderio Sánchez Dulanto                      |                                                | Frente Popular Independiente                   |
| Cajamarca         | 267 726   | Luis Guerrero Figueroa         |                  | Lista Independiente N.º 5  | Jorge Hoyos Rubio                              |                                                | Frente Independiente Regional                  |
| Huánuco           | 265 114   | Luzmila Templo Condeso         |                  | Lista Independiente N.º 9  | Arnulfo Mendoza Tarazona                       |                                                | Somos Perú                                     |
| Sullana           | 254 233   | José Burgos Ramos              |                  | Lista Independiente N.º 5  | Jorge Camino Calle                             |                                                | Nueva Alternativa                              |
| Lambayeque        | 240 844   | Ricardo Velezmoro Ruiz         |                  | Acción Popular             | Ricardo Velezmoro Ruiz                         |                                                | Vamos Vecino                                   |
| Tacna             | 233 813   | Tito Chocano Olivera           |                  | Lista Independiente N.º 7  | Luis Torres Robledo                            |                                                | Tacna Unida                                    |
| Puno              | 214 573   | Víctor Torres Estévez          |                  | Lista Independiente N.º 15 | Gregorio Ticona Gómez                          |                                                | Juntos por Obras                               |
| San Román         | 201 692   | Pedro Cáceres Velásquez        |                  | Lista Independiente N.º 9  | Ángeles Castillo Cáceres                       |                                                | Somos Perú                                     |
| Jaén              | 197 013   | Walter Prieto Maitre           |                  | Lista Independiente N.º 3  | Walter Prieto Maitre                           |                                                | El Trabajo Continúa                            |
| Chota             | 184 087   | Carlos Sánchez Arrascue        |                  | Lista Independiente N.º 7  | Carlos Sánchez Arrascue                        |                                                | Vamos Vecino                                   |
| La Convención     | 182 928   | José Figueroa Otazu            |                  | Acción Popular             | Herbert Aragón Rivas                           |                                                | Unidad Convenciana                             |
| Huamanga          | 180 630   | Hernán García Zárate           |                  | Lista Independiente N.º 7  | Félix Solar La Cruz                            |                                                | Vamos Vecino                                   |
| Morropón          | 179 985   | Eulogio Palacios Márquez       |                  | Lista Independiente N.º 15 | Clara Baca Palacios                            |                                                | Somos Perú                                     |
| Huaura            | 177 141   | José Arakaki Oshiro            |                  | Lista Independiente N.º 21 | Guillermo Agüero Reeves                        |                                                | Somos Perú                                     |
| Cañete            | 167 547   | Pedro Bautista Saravia         |                  | Lista Independiente N.º 9  | Jaime Wong Barranca                            |                                                | Vamos Vecino                                   |
| Chincha           | 166 796   | José Navarro Grau              |                  | Lista Independiente N.º 3  | José Navarro Grau                              |                                                | Unión Popular Chinchana                        |
| Cutervo           | 157 851   | José Pérez Salazar             |                  | Lista Independiente N.º 9  | José Pérez Salazar                             |                                                | Vamos Vecino                                   |
| Azángaro          | 152 182   | Teófilo Mayta Quispe           |                  | Lista Independiente N.º 9  | Teófilo Mayta Quispe                           |                                                | Obras y No Palabras                            |
| San Martín        | 148 709   | Rolando Reátegui Flores        |                  | Lista Independiente N.º 5  | Marina Aguilar Zamora de Arévalo               |                                                | Acción Popular                                 |
| Alto Amazonas     | 144 639   | Leonardo Inga Vásquez          |                  | Acción Popular             | Juan Mesía Camus                               |                                                | Somos Perú                                     |
| Andahuaylas       | 143 468   | Edgar Villanueva Núñez         |                  | Lista Independiente N.º 15 | Edgar Villanueva Núñez                         |                                                | Todas las Sangres                              |
| Huaral            | 142 172   | Doroteo Marín Valentín         |                  | Lista Independiente N.º 3  | Melchor Cárdenas Vásquez                       |                                                | Frente Popular Independiente                   |
| Pasco             | 140 566   | Eduardo Carhuaricra Meza       |                  | Lista Independiente N.º 9  | Oswaldo de la Cruz Vásquez                     |                                                | Vamos Vecino                                   |
| Ayabaca           | 139 170   | Teófilo Flores Huamán          |                  | Lista Independiente N.º 9  | Práxedes Llacsahuanga Huamán                   |                                                | Somos Perú                                     |
| Talara            | 139 165   | Rodolfo Sánchez Torres         |                  | Lista Independiente N.º 11 | Luis Romero Agurto                             |                                                | Vamos Vecino                                   |
| Huaraz            | 136 821   | Víctor Moreno Quiroz           |                  | Lista Independiente N.º 25 | Waldo Ríos Salcedo                             |                                                | Salvemos Huaraz                                |
| Tumbes            | 135 386   | Ricardo Flores Dioses          |                  | Lista Independiente N.º 19 | Franklin Sánchez Ortiz                         |                                                | Alianza Democrática Tumbesina                  |
| Chanchamayo       | 133 795   | Walter Mendoza Castro          |                  | Lista Independiente N.º 21 | Gregorio Moreno Trejo                          |                                                | Vamos Vecino                                   |
| San Ignacio       | 132 814   | Raúl Aguirre Camacho           |                  | Lista Independiente N.º 11 | Raúl Aguirre Camacho                           |                                                | Somos Progreso                                 |
| Satipo            | 130 590   | Celso Durand Panez             |                  | Lista Independiente N.º 21 | Celso Durand Panez                             |                                                | Satipo al Futuro                               |
| Huancabamba       | 126 152   | Víctor Ramírez Saavedra        |                  | Lista Independiente N.º 11 | Edmundo Zurita López                           |                                                | Vamos Vecino                                   |
| Tarma             | 124 952   | Humberto Miyazawa Nagay        |                  | Lista Independiente N.º 9  | Humberto Miyazawa Nagay                        |                                                | Vamos Vecino                                   |
| Utcubamba         | 121 033   | Milecio Vallejos Bravo         |                  | Acción Popular             | José Novoa Flores                              |                                                | La Fuerza del Cambio                           |
| Huancavelica      | 120 689   | Federico Salas-Guevara Schultz |                  | Lista Independiente N.º 7  | Federico Salas-Guevara Schultz                 |                                                | Ahora Perú                                     |
| Barranca          | 120 687   | Romel Ullilen Vega             |                  | Lista Independiente N.º 39 | Paulino León Soto                              |                                                | Movimiento Integración Regionalista            |
| Pisco             | 118 723   | Leoncio Lozán Luyo             |                  | Lista Independiente N.º 3  | Elecciones municipales complementarias de 1999 | Elecciones municipales complementarias de 1999 | Elecciones municipales complementarias de 1999 |
| Tayacaja          | 117 383   | Amador Chamorro Cano           |                  | Acción Popular             | Maciste Díaz Abad                              |                                                | Vamos Vecino                                   |
| Sánchez Carrión   | 117 205   | Carlos Loyola Marquez          |                  | Lista Independiente N.º 19 | Carlos Loyola Marquez                          |                                                | Panorama al 2000                               |
| Ascope            | 115 310   | Albino Castillo Vargas         |                  | Lista Independiente N.º 11 | José Castillo Pérez                            |                                                | Partido Aprista Peruano                        |
| Abancay           | 113 194   | Luis Barra Pacheco             |                  | Lista Independiente N.º 9  | Favio Pozo Zárate                              |                                                | Nueva Izquierda                                |
| Jauja             | 112 188   | Teódulo Castro Villarroel      |                  | Lista Independiente N.º 5  | Teódulo Castro Villarroel                      |                                                | Vamos Vecino                                   |
| Leoncio Prado     | 108 370   | Misael Alvarado Páucar         |                  | Lista Independiente N.º 5  | Francisco Díaz Muncin                          |                                                | Frente Cívico de la Selva                      |
| Canchis           | 103 445   | Ricardo Cornejo Sánchez        |                  | Lista Independiente N.º 9  | Washington Coello Tairo                        |                                                | Trabajo y Obras                                |
| Chucuito          | 98 303    | José Cutipa Luque              |                  | Lista Independiente N.º 3  | Carmelo Sagua Tacora                           |                                                | Fraternidad Nacional Chucuito                  |
| Ferreñafe         | 94 670    | Carlos Velez Baca              |                  | Lista Independiente N.º 3  | Alejandro Muro Távara                          |                                                | Vamos Vecino                                   |
| Moyobamba         | 93 559    | Rubén Aspajo García            |                  | Acción Popular             | Elecciones municipales complementarias de 1999 | Elecciones municipales complementarias de 1999 | Elecciones municipales complementarias de 1999 |
| Tocache           | 91 974    | Eduardo Germany Terrones       |                  | Lista Independiente N.º 9  | Tadeo Rengifo Arévalo                          |                                                | Acción Popular                                 |
| Celendín          | 90 127    | Adolfo Aliaga Apaestegui       |                  | Lista Independiente N.º 3  | Adolfo Aliaga Apaestegui                       |                                                | Desarrollo de Celendín                         |
| Otuzco            | 89 764    | Diómedes Veneros Ortecho       |                  | Lista Independiente N.º 7  | Diómedes Veneros Ortecho                       |                                                | Participación Democrática                      |
| Pacasmayo         | 89 517    | Virgilio Purizaga Calderón     |                  | Lista Independiente N.º 5  | Onteré Giura Alva                              |                                                | Vamos Vecino                                   |
| Huancané          | 88 171    | Francisco Aracayo Valencia     |                  | Lista Independiente N.º 5  | Juan Álvarez Delgado                           |                                                | Somos Perú                                     |
| Bagua             | 88 168    | Juan Tafur Tafur               |                  | Acción Popular             | Augusto Wong López                             |                                                | Vamos Vecino                                   |
| Paita             | 86 971    | Alejandro Torres Vega          |                  | Acción Popular             | German Tay Ayon                                |                                                | Vamos Vecino                                   |
| Rioja             | 86 157    | Noé Hernández Izquierdo        |                  | Lista Independiente N.º 9  | Noé Hernández Izquierdo                        |                                                | Vamos Vecino                                   |
| El Collao         | 85 737    | Gregorio Ticona Gómez          |                  | Lista Independiente N.º 7  | José Maquera Atencio                           |                                                | Juntos por Obras                               |
| Quispicanchi      | 84 809    | Luis Gonzales Flores           |                  | Lista Independiente N.º 3  | Nelly Navarrete de Menacho                     |                                                | Unidad Quispicanchina                          |
| Hualgayoc         | 81 937    | Esteban Campos Benavides       |                  | Lista Independiente N.º 3  | Esteban Campos Benavides                       |                                                | Vamos Vecino                                   |
| Lamas             | 80 063    | Rafael Saavedra Díaz           |                  | Lista Independiente N.º 7  | Dilfrido Soria Díaz                            |                                                | Vamos Vecino                                   |
| Melgar            | 79 828    | Bernardo Meza Álvarez          |                  | Lista Independiente N.º 11 | Bernardo Meza Álvarez                          |                                                | Por Melgar                                     |
| Cajabamba         | 75 489    | Wilson Pesantes Alanyo         |                  | Lista Independiente N.º 5  | Elecciones municipales complementarias de 1999 | Elecciones municipales complementarias de 1999 | Elecciones municipales complementarias de 1999 |
| Chumbivilcas      | 75 410    | Walter Silva Guevara           |                  | Lista Independiente N.º 5  | Florentino Laime Mantilla                      |                                                | Nuevo Chumbivilcas                             |
| La Mar            | 73 655    | Neptali Bartolo Santiago       |                  | Lista Independiente N.º 11 | Eulogio Vila Montaño                           |                                                | Vamos Vecino                                   |
| Oxapampa          | 70 857    | Julio Castillo Fernández       |                  | Lista Independiente N.º 7  | Roger Chalco Denegri                           |                                                | Vamos Vecino                                   |
| Concepción        | 69 515    | Richard Muller Vozeler         |                  | Lista Independiente N.º 7  | Elecciones municipales complementarias de 1999 | Elecciones municipales complementarias de 1999 | Elecciones municipales complementarias de 1999 |
| Pataz             | 69 338    | Francisco Ortiz Solórzano      |                  | Lista Independiente N.º 3  | Octavio Bogarín Cruzado                        |                                                | Acción Popular                                 |
| Huanta            | 67 801    | Milton Córdova La Torre        |                  | Lista Independiente N.º 3  | Milton Córdova La Torre                        |                                                | Vamos Vecino                                   |
| Huari             | 66 607    | Florencio Álvarez Márquez      |                  | Lista Independiente N.º 11 | Edwards Vizcarra Zorrilla                      |                                                | Vamos Vecino                                   |
| San Miguel        | 66 296    | Juan Quiroz Alcántara          |                  | Lista Independiente N.º 11 | Julia Medina Díaz                              |                                                | Vamos Vecino                                   |
| Anta              | 66 248    | Esteban Puma Ataulluco         |                  | Lista Independiente N.º 3  | Juan Ninan Huarancca                           |                                                | Vamos Vecino                                   |
| Yauli             | 65 714    | Teodoro Cárdenas Casachagua    |                  | Lista Independiente N.º 7  | Elecciones municipales complementarias de 1999 | Elecciones municipales complementarias de 1999 | Elecciones municipales complementarias de 1999 |
| Ambo              | 65 459    | Walter Santa Cruz Ponce        |                  | Lista Independiente N.º 15 | Máximo Mendoza Sánchez                         |                                                | Somos Perú                                     |
| Mariscal Nieto    | 64 797    | Cristala Constantinides Rosado |                  | Lista Independiente N.º 19 | Luis Zubia Cortez                              |                                                | Vamos Vecino                                   |
| Mariscal Cáceres  | 64 592    | Reynaldo Bao Richle            |                  | Lista Independiente N.º 11 | Wilson Pérez Iglesias                          |                                                | Vamos Vecino                                   |
| Chepén            | 64 399    | Lorenzo Sánchez Cabanillas     |                  | Lista Independiente N.º 23 | Lorenzo Sánchez Cabanillas                     |                                                | Vamos Vecino                                   |
| Huamalíes         | 64 119    | Fileno Dávila Castro           |                  | Lista Independiente N.º 9  | Rafael Alvarado Rubina                         |                                                | Somos Perú                                     |
| Espinar           | 63 835    | Pedro Caballero Tacar          |                  | Acción Popular             | Óscar Mollohuanca Cruz                         |                                                | Movimiento de Integración Kana                 |
| Calca             | 63 017    | Roberto Rojas Oviedo           |                  | Lista Independiente N.º 7  | Goyo Nuñez Del Prado Venero                    |                                                | Unidad y Trabajo                               |
| Loreto            | 62 307    | Miguel Vásquez Dorado          |                  | Lista Independiente N.º 3  | Alfredo Rodríguez Rodríguez                    |                                                | Somos Amazonía                                 |
| Huarochirí        | 60 311    | Oswaldo Macazana Huaringa      |                  | Lista Independiente N.º 3  | Víctor Palomino Chinchay                       |                                                | Vamos Vecino                                   |
| Tambopata         | 59 747    | Santos Kaway Komori            |                  | Lista Independiente N.º 17 | Santos Kaway Komori                            |                                                | Vamos Vecino                                   |
| Santiago de Chuco | 59 727    | Luis Barreto Alayo             |                  | Lista Independiente N.º 9  | Pablo Peña López                               |                                                | Juntos para el Desarrollo                      |
| Nasca             | 59 187    | Haydeé Torres Zegarra          |                  | Acción Popular             | Aroldo Corzo Catalán                           |                                                | Cerro Blanco                                   |
| Ilo               | 59 039    | Ernesto Herrera Becerra        |                  | Lista Independiente N.º 9  | Ernesto Herrera Becerra                        |                                                | Fuerza Ilo                                     |
| Requena           | 58 397    | Armando Mafaldo Ríos           |                  | Lista Independiente N.º 5  | Elecciones municipales complementarias de 1999 | Elecciones municipales complementarias de 1999 | Elecciones municipales complementarias de 1999 |
| Ucayali           | 58 184    | Eduardo del Águila Bardales    |                  | Lista Independiente N.º 9  | Manuel Angulo Bosmediano                       |                                                | Unión Regionalista Independiente               |
| Lucanas           | 58 130    | Ernesto Rodríguez Gutiérrez    |                  | Lista Independiente N.º 3  | Máximo Sánchez Crisóstomo                      |                                                | Vamos Vecino                                   |
| Huaylas           | 57 343    | Fidel Villegas Acosta          |                  | Acción Popular             | Pedro Castillo Flores                          |                                                | Vamos Vecino                                   |
| Yungay            | 56 006    | Fortunato Méndez Melgarejo     |                  | Lista Independiente N.º 7  | Mauro Dueñas Alegre                            |                                                | Somos Perú                                     |
| Pachitea          | 55 705    | Oriol Aquino Pérez             |                  | Lista Independiente N.º 17 | Oriol Aquino Pérez                             |                                                | Vamos Vecino                                   |
| Chachapoyas       | 50 453    | Leonardo Rojas Sánchez         |                  | Lista Independiente N.º 3  | Leonardo Rojas Sánchez                         |                                                | 6 de Junio                                     |

## Elecciones municipales distritales

### Sumario general
| Partidos y coaliciones | Partidos y coaliciones                     | Voto popular | Voto popular | Voto popular | Alcaldías | Alcaldías |
| Partidos y coaliciones | Partidos y coaliciones                     | Votos        | %            | ±pp          | Total     | +/−       |
| ---------------------- | ------------------------------------------ | ------------ | ------------ | ------------ | --------- | --------- |
|                        | Movimiento Independiente Somos Perú (SP)   | 1 592 125    | 25,45        |              |           |           |
|                        | Movimiento Independiente Vamos Vecino (VV) | 1 547 775    | 24,74        |              |           |           |
|                        | Partido Aprista Peruano (APRA)             | 309 114      | 4,94         |              |           |           |
|                        | Acción Popular (AP)                        | 290 539      | 4,64         |              |           |           |
|                        | Unión por el Perú (UPP)                    | 181 000      | 2,89         |              |           |           |
|                        | Independientes                             | 2 335 840    | 37,34        |              |           |           |
|                        |                                            |              |              |              |           |           |
| Total                  | Total                                      | 6 256 393    |              |              |           |           |
|                        |                                            |              |              |              |           |           |
| Votos válidos          | Votos válidos                              | 6 256 393    | 88,41        |              |           |           |
| Votos en blanco        | Votos en blanco                            | 377 760      | 5,34         |              |           |           |
| Votos nulos            | Votos nulos                                | 439 934      | 6,22         |              |           |           |
| Votos impugnados       | Votos impugnados                           | 2305         | 0,03         |              |           |           |
| Votos emitidos         | Votos emitidos                             | 7 076 392    | 80,09        |              |           |           |
| Abstenciones           | Abstenciones                               | 1 759 208    | 19,91        |              |           |           |
| Votantes registrados   | Votantes registrados                       | 8 835 600    |              |              |           |           |
|                        |                                            |              |              |              |           |           |
| Fuente:                |                                            |              |              |              |           |           |

### Resultados por distrito
La siguiente tabla enumera el control partidario de los distritos con una población por encima o alrededor de 12 000. El cambio de mando de una organización política se resalta del color de ese partido.
| Distrito                            | Población | Alcalde(sa) titular       | Partido político | Partido político           | Alcalde(sa) electo(a)                          | Partido político                               | Partido político                               |
| ----------------------------------- | --------- | ------------------------- | ---------------- | -------------------------- | ---------------------------------------------- | ---------------------------------------------- | ---------------------------------------------- |
| San Juan de Lurigancho              | 700 424   |                           |                  |                            | Ricardo Chiroque Paico                         |                                                | Vamos Vecino                                   |
| Comas                               | 455 470   |                           |                  |                            | Arnulfo Medina Cruces                          |                                                | Somos Perú                                     |
| San Martín de Porres                | 417 497   |                           |                  |                            | Gladys Ugaz Vera                               |                                                | Somos Perú                                     |
| San Juan de Miraflores              | 331 716   |                           |                  |                            | Adolfo Ocampo Vargas                           |                                                | Vamos Vecino                                   |
| Ate                                 | 321 431   |                           |                  |                            | Óscar Benavides Majino                         |                                                | Somos Perú                                     |
| Villa El Salvador                   | 300 329   |                           |                  |                            | Raúl Pumar Vílchez                             |                                                | Somos Perú                                     |
| Villa María del Triunfo             | 300 144   |                           |                  |                            | Washington Ipenza Pacheco                      |                                                | Somos Perú                                     |
| Los Olivos                          | 282 274   |                           |                  |                            | Felipe Castillo Alfaro                         |                                                | Vamos Vecino                                   |
| Chorrillos                          | 248 222   |                           |                  |                            | Augusto Miyashiro Yamashiro                    |                                                | Vamos Vecino                                   |
| Santiago de Surco                   | 227 365   |                           |                  |                            | Carlos Dargent Chamot                          |                                                | Somos Perú                                     |
| La Victoria                         | 226 777   |                           |                  |                            | Jorge Bonifaz Carmona                          |                                                | Somos Perú                                     |
| Rímac                               | 203 252   |                           |                  |                            | Gloria Jaramillo Aguilar                       |                                                | Somos Perú                                     |
| Independencia                       | 195 736   |                           |                  |                            | Guillermo Chacaltana Yeren                     |                                                | Vamos Vecino                                   |
| El Agustino                         | 160 016   |                           |                  |                            | Francisco Antiporta Laymito                    |                                                | Vamos Vecino                                   |
| Ventanilla                          | 146 945   |                           |                  |                            | Víctor Portilla Flores                         |                                                | Vamos Vecino                                   |
| José Leonardo Ortiz                 | 145 567   |                           |                  |                            | Javier Castro Cruz                             |                                                | Adelante Chiclayo                              |
| Puente Piedra                       | 143 732   |                           |                  |                            | Milton Jiménez Salazar                         |                                                | Vamos Vecino                                   |
| El Tambo                            | 140 120   |                           |                  |                            | Héctor Melgar Lazo                             |                                                | Frente Vecinal Independiente                   |
| Santa Anita                         | 138 694   |                           |                  |                            | Osiris Feliciano Muñoz                         |                                                | Vamos Vecino                                   |
| Carabayllo                          | 133 173   |                           |                  |                            | Ricardo Bisetti Pinedo                         |                                                | Vamos Vecino                                   |
| San Miguel                          | 127 396   |                           |                  |                            | Marina Sequeiros Montesinos                    |                                                | Somos Perú                                     |
| La Esperanza                        | 125 139   | Segundo Raza Urbina       |                  | Lista Independiente N.º 11 | Segundo Raza Urbina                            |                                                | Partido Aprista Peruano                        |
| Paucarpata                          | 122 663   |                           |                  |                            | Marcio Soto Rivera                             |                                                | Paucarpata Desarrollo Total                    |
| La Molina                           | 120 719   |                           |                  |                            | Paul Figueroa Lequien                          |                                                | Somos Perú                                     |
| San Borja                           | 117 559   |                           |                  |                            | Luisa Cuculiza Torre                           |                                                | Somos Perú                                     |
| Lurigancho                          | 114 326   |                           |                  |                            | Luis Bueno Quino                               |                                                | Acción Popular                                 |
| Castilla                            | 103 176   |                           |                  |                            | Santos Zurita Peña                             |                                                | Reconstrucción y Desarrollo                    |
| El Porvenir                         | 96 591    | Noé Anticona Solórzano    |                  | Lista Independiente N.º 5  | Víctor Moya Obeso                              |                                                | Partido Aprista Peruano                        |
| Surquillo                           | 96 402    |                           |                  |                            | Augusto Casassa Bacigalupo                     |                                                | Vamos Vecino                                   |
| Breña                               | 93 498    |                           |                  |                            | Carlos Sandoval Blancas                        |                                                | Somos Perú                                     |
| Miraflores                          | 89 898    |                           |                  |                            | Elecciones municipales complementarias de 1999 | Elecciones municipales complementarias de 1999 | Elecciones municipales complementarias de 1999 |
| Santiago                            | 81 863    |                           |                  |                            | Víctor del Castillo Alarcón                    |                                                | Frente Amplio                                  |
| José Luis Bustamante y Rivero       | 81 097    |                           |                  |                            | Raúl Osorio Riveros                            |                                                | Modernidad y Democracia                        |
| Amarilis                            | 79 173    |                           |                  |                            | Entiquio Jauni Cárdenas                        |                                                | Somos Perú                                     |
| Pueblo Libre                        | 78 142    |                           |                  |                            | Ángel Tacchino del Pino                        |                                                | Somos Perú                                     |
| Bellavista                          | 77 396    |                           |                  |                            | Juan Sotomayor García                          |                                                | Chimpum Callao                                 |
| Chilca                              | 71 804    |                           |                  |                            | Manuel Barrionuevo Cahuana                     |                                                | Vamos Vecino                                   |
| Nuevo Chimbote                      | 71 194    |                           |                  |                            | Elecciones municipales complementarias de 1999 | Elecciones municipales complementarias de 1999 | Elecciones municipales complementarias de 1999 |
| Cerro Colorado                      | 71 170    |                           |                  |                            | Benigno Cornejo Valencia                       |                                                | Frente Vecinal Cerreño                         |
| Tambo Grande                        | 69 048    |                           |                  |                            | Alfredo Rengifo Navarrete                      |                                                | Reconstrucción y Desarrollo                    |
| Lince                               | 68 522    |                           |                  |                            | Waldo Olivos Villarreal                        |                                                | Somos Perú                                     |
| Punchana                            | 67 697    |                           |                  |                            | Charles Zevallos Eyzaguirre                    |                                                | Somos Perú                                     |
| Jesús María                         | 66 345    |                           |                  |                            | Francisca Izquierdo Negrón                     |                                                | Somos Perú                                     |
| San Isidro                          | 65 284    |                           |                  |                            | Ramón Barúa Lecaros                            |                                                | Somos Perú                                     |
| La Victoria                         | 64 215    |                           |                  |                            | Anselmo Lozano Centurión                       |                                                | Somos Perú                                     |
| La Perla                            | 63 083    |                           |                  |                            | Víctor Albrecht Rodríguez                      |                                                | Chimpum Callao                                 |
| Catacaos                            | 61 614    |                           |                  |                            | César Yarleque Cabrera                         |                                                | Obras Más Obras                                |
| Cayma                               | 61 243    |                           |                  |                            | Eleodoro Choque Sanz                           |                                                | Unidad - Progreso - Desarrollo                 |
| Wánchaq                             | 58 364    |                           |                  |                            | Zulema Arriola Farfán                          |                                                | Siempre Wánchaq                                |
| Alto Selva Alegre                   | 54 893    |                           |                  |                            | Lucio Candia Ramírez                           |                                                | FRENATRACA                                     |
| San Luis                            | 54 781    |                           |                  |                            | Víctor Alegría Gonzáles                        |                                                | Somos Perú                                     |
| Independencia                       | 54 463    |                           |                  |                            | Ladislao Cruz Villachica                       |                                                | Somos Perú                                     |
| Miraflores                          | 53 445    |                           |                  |                            | Hipólito Valderrama Chávez                     |                                                | Miraflores al 2000                             |
| Víctor Larco Herrera                | 52 775    | Juan Córdova Zavala       |                  | Lista Independiente N.º 13 | Juan Córdova Zavala                            |                                                | Frente Independiente La Libertad               |
| Echarate                            | 52 228    |                           |                  |                            | Elio Pro Herrera                               |                                                | Izquierda Unida                                |
| Mariano Melgar                      | 51 687    |                           |                  |                            | Artidoro Ojeda Suclla                          |                                                | Somos Perú                                     |
| Magdalena del Mar                   | 50 916    |                           |                  |                            | Juan Núñez Stolar                              |                                                | Somos Perú                                     |
| Yarinacocha                         | 50 727    |                           |                  |                            | Walter Ruiz Vargas                             |                                                | Popular Ucayalina                              |
| Jacobo Hunter                       | 50 129    |                           |                  |                            | Simón Balbuena Marroquín                       |                                                | Hunter al 2000                                 |
| Parcona                             | 47 900    |                           |                  |                            | Arturo Palante Coronado                        |                                                | Vamos Vecino                                   |
| Barranco                            | 44 497    |                           |                  |                            | Josefina Estrada Mesinas                       |                                                | Somos Perú                                     |
| Pueblo Nuevo                        | 43 289    |                           |                  |                            | Félix Amoretti Mendoza                         |                                                | Vamos Vecino                                   |
| Lurín                               | 43 225    |                           |                  |                            | Oswaldo Weberhofer Vildoso                     |                                                | Vamos Vecino                                   |
| San Sebastián                       | 42 648    |                           |                  |                            | Celso Palomino Quispe                          |                                                | Vamos Vecino                                   |
| Carmen de La Legua-Reynoso          | 39 867    |                           |                  |                            | Félix Moreno Caballero                         |                                                | Chimpum Callao                                 |
| Alto de la Alianza                  | 38 978    |                           |                  |                            | Jacinto Gómez Mamani                           |                                                | Vamos Vecino                                   |
| Chaclacayo                          | 38 750    |                           |                  |                            | María Vergara Pérez                            |                                                | Vamos Vecino                                   |
| Huarmaca                            | 37 848    |                           |                  |                            | Hernando Huancas Huancas                       |                                                | Integración Cívico Campesino                   |
| Florencia de Mora                   | 37 129    | José Antícona Paredes     |                  | Lista Independiente N.º 5  | Ydelso Terrones Cerdán                         |                                                | Vamos Vecino                                   |
| Socabaya                            | 37 084    |                           |                  |                            | Luis Tejada Pinto                              |                                                | Luchemos por Socabaya                          |
| Chancay                             | 36 253    |                           |                  |                            | Grover Torres Málaga Zvietcovich               |                                                | Frente Popular Independiente                   |
| Olmos                               | 35 745    |                           |                  |                            | Hugo Maza Monja                                |                                                | Acción Popular                                 |
| Mórrope                             | 35 732    |                           |                  |                            | Oswaldo Suclupe Bances                         |                                                | Vamos Vecino                                   |
| Perené                              | 34 924    |                           |                  |                            | Liv Haug Landmo                                |                                                | Selva Central al Progreso                      |
| Laredo                              | 34 565    | Segundo Pinillos Reyes    |                  | Lista Independiente N.º 5  | Miguel Chávez Castro                           |                                                | Laredo Reconstrucción                          |
| Uchiza                              | 33 614    |                           |                  |                            | Juan Raymundo Navarro                          |                                                | Frente de Integración                          |
| Imperial                            | 33 194    |                           |                  |                            | Narciso Sánchez Espinoza                       |                                                | Juventudes en Acción                           |
| La Arena                            | 32 929    |                           |                  |                            | Abrahán Risco Juárez                           |                                                | Reconstrucción y Desarrollo                    |
| Pichanaqui                          | 32 553    |                           |                  |                            | Orlando Cárdenas Muje                          |                                                | Fuerza Verde                                   |
| Bellavista                          | 32 382    |                           |                  |                            | Emilio Pasapera Calle                          |                                                | Nueva Alternativa                              |
| Guadalupe                           | 32 205    |                           |                  |                            | Nancy Quiroz Ocas                              |                                                | Vamos Vecino                                   |
| Las Lomas                           | 31 252    |                           |                  |                            | José Neira Simbala                             |                                                | Las Lomas                                      |
| Monsefú                             | 30 985    |                           |                  |                            | Boris Bartra Grosso                            |                                                | Adelante Chiclayo                              |
| La Unión                            | 30 719    |                           |                  |                            | Vicente Seminario Silva                        |                                                | Obras Más Obras                                |
| Ácora                               | 30 437    |                           |                  |                            | Ignacio Aruhuanca Alave                        |                                                | Juntos por Obras                               |
| Cajaruro                            | 29 508    |                           |                  |                            | Antero Dueñas Dávila                           |                                                | Vamos Vecino                                   |
| Nueva Cajamarca                     | 29 381    |                           |                  |                            | Nolberto Rimarachín Díaz                       |                                                | Vamos Vecino                                   |
| Río Negro                           | 29 120    |                           |                  |                            | Miguel Chulluncuy García                       |                                                | Vamos Vecino                                   |
| Huaura                              | 29 108    |                           |                  |                            | Mario Ayulo Chang                              |                                                | Somos Perú                                     |
| Pachacámac                          | 28 395    |                           |                  |                            | Carlos Ardiles Sal y Rosas                     |                                                | Somos Perú                                     |
| La Tinguiña                         | 28 364    |                           |                  |                            | Juan Vargas Valle                              |                                                | Partido Aprista Peruano                        |
| Los Baños del Inca                  | 28 087    |                           |                  |                            | Santos Dávila Silva                            |                                                | Vamos Vecino                                   |
| Huanchaco                           | 27 395    | Francisco García Calderón |                  | Lista Independiente N.º 11 | Fernando Bazán Pinillos                        |                                                | Todos por Huanchaco                            |
| Paramonga                           | 27 381    |                           |                  |                            | José Ortega Narváez                            |                                                | Unidos por Paramonga                           |
| Pangoa                              | 26 965    |                           |                  |                            | Félix Zarate Crispín                           |                                                | Satipo al Futuro                               |
| Pacasmayo                           | 26 948    |                           |                  |                            | Víctor Alayo León                              |                                                | Por Nuestro Pacasmayo                          |
| Moche                               | 26 775    | Fidel Vásquez Sánchez     |                  | Lista Independiente N.º 11 | Julio Flores Cornelio                          |                                                | Por Acción Trabajo y Obras                     |
| San Ramón                           | 26 361    |                           |                  |                            | Víctor Villachica Gambini                      |                                                | Vamos Vecino                                   |
| Ancón                               | 26 300    |                           |                  |                            | Miguel Ortecho Romero                          |                                                | Vamos Vecino                                   |
| José Crespo y Castillo              | 26 290    |                           |                  |                            | Wilder Miranda Ordoñez                         |                                                | Frente Cívico de la Selva                      |
| Ciudad Nueva                        | 25 904    |                           |                  |                            | Mario Gómez Chata                              |                                                | Vamos Vecino                                   |
| Usquil                              | 25 848    |                           |                  |                            | Heli Verde Rodríguez                           |                                                | MICOEE                                         |
| Pacaipampa                          | 25 702    |                           |                  |                            | Edgar Calle Calle                              |                                                | Vamos Vecino                                   |
| Imaza                               | 25 601    |                           |                  |                            | Antonio Bakuants Tsapik                        |                                                | Vamos Vecino                                   |
| Encañada                            | 25 340    |                           |                  |                            | Manuel Vásquez Salazar                         |                                                | Vamos Vecino                                   |
| Hualmay                             | 25 257    |                           |                  |                            | Carlos Flores Vergaray                         |                                                | Somos Huacho y Sus Distritos                   |
| Yauli                               | 24 985    |                           |                  |                            | Martín Gonzales Taipe                          |                                                | Ahora Perú                                     |
| Chinchao                            | 24 940    |                           |                  |                            | Juan Allpas Oyola                              |                                                | Salvemos Huánuco                               |
| Acoria                              | 24 607    |                           |                  |                            | Jesús García Serrano                           |                                                | Vamos Vecino                                   |
| Huarango                            | 24 435    |                           |                  |                            | Andrés Delgado García                          |                                                | Somos Progreso                                 |
| Querecotillo                        | 24 360    |                           |                  |                            | Hilde Callirgos Heredia                        |                                                | Vamos Vecino                                   |
| Yanacancha                          | 24 232    |                           |                  |                            | Luis Bravo Bazán                               |                                                | Vamos Vecino                                   |
| San Juan Bautista                   | 23 710    |                           |                  |                            | Daniel Quispe Pérez                            |                                                | Ccalamaqui                                     |
| Motupe                              | 23 390    |                           |                  |                            | Javier Contreras Muñoz                         |                                                | Frente Unificado Lambayecano                   |
| Cachachi                            | 23 367    |                           |                  |                            | Pedro Roncal Torres                            |                                                | Somos Perú                                     |
| Colcabamba                          | 23 057    |                           |                  |                            | Elecciones municipales complementarias de 1999 | Elecciones municipales complementarias de 1999 | Elecciones municipales complementarias de 1999 |
| Marcavelica                         | 22 612    |                           |                  |                            | Segundo Floreano Ruiz                          |                                                | Fe y Trabajo                                   |
| Frías                               | 21 838    |                           |                  |                            | Manuel Elera Berru                             |                                                | Cambio y Desarrollo                            |
| Morales                             | 21 654    |                           |                  |                            | Jeiger Arévalo Salas                           |                                                | Acción Popular                                 |
| Pocollay                            | 21 526    |                           |                  |                            | Marcial Torres Laura                           |                                                | Unión Pocollay                                 |
| Santa María                         | 21 215    |                           |                  |                            | Hugo Díaz Mauricio                             |                                                | Partido Aprista Peruano                        |
| Jepelacio                           | 21 077    |                           |                  |                            | Elecciones municipales complementarias de 1999 | Elecciones municipales complementarias de 1999 | Elecciones municipales complementarias de 1999 |
| Paiján                              | 20 983    |                           |                  |                            | Luis Vásquez Nacarino                          |                                                | Juntos por Paiján                              |
| Bellavista                          | 20 957    |                           |                  |                            | Segundo Cotrina Delgado                        |                                                | Acción Popular                                 |
| Pimentel                            | 20 861    |                           |                  |                            | Henri Kouri Hanna                              |                                                | Adelante Chiclayo                              |
| Mala                                | 20 858    |                           |                  |                            | Juan Yaya Huapaya                              |                                                | MIRCA                                          |
| Corrales                            | 20 380    |                           |                  |                            | Hugo Pérez Dios                                |                                                | FADIC                                          |
| Túcume                              | 20 362    |                           |                  |                            | Carlos Santamaría Baldera                      |                                                | Vamos Vecino                                   |
| Zepita                              | 20 324    |                           |                  |                            | David Chambilla Chipana                        |                                                | Somos Perú                                     |
| Santa María del Valle               | 20 268    |                           |                  |                            | Aydeé Salazar de Ríos                          |                                                | Salvemos Huánuco                               |
| Tacabamba                           | 20 257    |                           |                  |                            | Jeiner Julón Díaz                              |                                                | Nueva Generación Tacabambina                   |
| Pomata                              | 19 998    |                           |                  |                            | Rogelio Duran Saravia                          |                                                | Fuerza Reloj                                   |
| Talavera                            | 19 979    |                           |                  |                            | Antonio León Zapata                            |                                                | Somos Perú                                     |
| Sayán                               | 19 970    |                           |                  |                            | Fernando Marquez Trinidad                      |                                                | Trabajamos por Sayán                           |
| Santiago de Cao                     | 19 796    |                           |                  |                            | Marco Muñoz Verástegui                         |                                                | Partido Aprista Peruano                        |
| Kimbiri                             | 19 785    |                           |                  |                            | Moisés Huayllaccahua Pérez                     |                                                | Unidad Convenciana                             |
| Sunampe                             | 19 417    |                           |                  |                            | Segundo Guerrero Tejada                        |                                                | Unión Popular Chinchana                        |
| Saña                                | 18 713    |                           |                  |                            | Electo Cruzado Medina                          |                                                | Adelante Chiclayo                              |
| Churubamba                          | 18 663    |                           |                  |                            | Juan Cloud Jorge                               |                                                | Somos Perú                                     |
| Fernando Lores                      | 18 654    |                           |                  |                            | Gilberto Marín Apagueño                        |                                                | Fuerza Loretana                                |
| Hualgayoc                           | 18 604    |                           |                  |                            | Segundo Córdova Ramírez                        |                                                | Vamos Vecino                                   |
| La Coipa                            | 18 540    |                           |                  |                            | Eráclito Castillo Castillo                     |                                                | Vamos Vecino                                   |
| Chongoyape                          | 18 527    |                           |                  |                            | Pedro Yupanqui Williams                        |                                                | Partido Aprista Peruano                        |
| La Banda de Shilcayo                | 18 490    |                           |                  |                            | Juan Salas Arévalo                             |                                                | Vamos Vecino                                   |
| Yanahuara                           | 18 489    |                           |                  |                            | Ernesto Alarcón Valencia                       |                                                | FRENATRACA                                     |
| Supe                                | 18 424    |                           |                  |                            | Gloria Ramos Hernández                         |                                                | Avanzada Supana                                |
| Mochumi                             | 18 385    |                           |                  |                            | Carlos Vílchez Peche                           |                                                | Vamos Vecino                                   |
| Curahuasi                           | 18 344    |                           |                  |                            | Augusto Mosqueira Barazorda                    |                                                | Nueva Izquierda                                |
| Puerto Bermudez                     | 18 265    |                           |                  |                            | Alcides Calderón Martínez                      |                                                | Movimiento Indígena Asháninka                  |
| Pilcuyo                             | 18 049    |                           |                  |                            | Mario Vargas Jilaja                            |                                                | Somos Perú                                     |
| Asillo                              | 17 906    |                           |                  |                            | Germán Macedo Quispe                           |                                                | Obras y No Palabras                            |
| San José de Lourdes                 | 17 874    |                           |                  |                            | Grimaldo Camacho Aranda                        |                                                | Somos Progreso                                 |
| Querocotillo                        | 17 773    |                           |                  |                            | Elecciones municipales complementarias de 1999 | Elecciones municipales complementarias de 1999 | Elecciones municipales complementarias de 1999 |
| Chupa                               | 17 706    |                           |                  |                            | Roberto Gonzales Luque                         |                                                | Unión por el Perú                              |
| Taraco                              | 17 474    |                           |                  |                            | Oswaldo Cusilayme Sacachipana                  |                                                | FRENATRACA                                     |
| Mazamari                            | 17 456    |                           |                  |                            | Reinaldo Camarena Muñoz                        |                                                | Mazamari al 2000                               |
| San Jerónimo                        | 17 347    |                           |                  |                            | Policarpo Ccorimanya Zúñiga                    |                                                | Somos Perú                                     |
| Río Tambo                           | 17 346    |                           |                  |                            | Elecciones municipales complementarias de 1999 | Elecciones municipales complementarias de 1999 | Elecciones municipales complementarias de 1999 |
| Aramango                            | 17 153    |                           |                  |                            | César Córdova Gonzales                         |                                                | Acción Popular                                 |
| Campoverde                          | 17 128    |                           |                  |                            | Óscar Vásquez Alva                             |                                                | Pucallpa 2000                                  |
| Pítipo                              | 17 128    |                           |                  |                            | Juan Chirinos Tello                            |                                                | Vamos Vecino                                   |
| San Francisco de Asís de Yarusyacán | 16 789    |                           |                  |                            | Marino Aliaga Rojas                            |                                                | Somos Perú                                     |
| Simón Bolívar                       | 16 696    |                           |                  |                            | Valentín López Espíritu                        |                                                | Movimiento Participemos                        |
| Villa Rica                          | 16 649    |                           |                  |                            | Justino Luján Gutiérrez                        |                                                | Fuerza Verde                                   |
| Santiago                            | 16 642    |                           |                  |                            | Ismael Carpio Solis                            |                                                | Vamos Vecino                                   |
| San Clemente                        | 16 553    |                           |                  |                            | Félix Falcón Salazar                           |                                                | Vamos Vecino                                   |
| Huasahuasi                          | 16 492    |                           |                  |                            | Héctor Martínez Trinidad                       |                                                | Vamos Vecino                                   |
| Tiabaya                             | 16 390    |                           |                  |                            | Percing Quilla Carcahusto                      |                                                | Unión de Obreros y Campesinos                  |
| Morropón                            | 16 312    |                           |                  |                            | Julio Lam Wong                                 |                                                | Vamos Vecino                                   |
| Indiana                             | 16 247    |                           |                  |                            | Luis Tuesta Hidalgo                            |                                                | Vamos Vecino                                   |
| Lajas                               | 16 164    |                           |                  |                            | Elecciones municipales complementarias de 1999 | Elecciones municipales complementarias de 1999 | Elecciones municipales complementarias de 1999 |
| Irazola                             | 16 137    |                           |                  |                            | Luis López Gonzales                            |                                                | Vamos Vecino                                   |
| Pastaza                             | 16 088    |                           |                  |                            | Welington Tuesta Rodríguez                     |                                                | Acción Popular                                 |
| Grocio Prado                        | 16 082    |                           |                  |                            | Félix Castilla Huarote                         |                                                | Unión Popular Chinchana                        |
| Jesús                               | 15 970    |                           |                  |                            | Alejandro Agüero Torres                        |                                                | Vamos Vecino                                   |
| Santa                               | 15 919    |                           |                  |                            | Óscar Velarde Ichikawa                         |                                                | Somos Perú                                     |
| La Joya                             | 15 856    |                           |                  |                            | Pablo Cornejo Paredes                          |                                                | FRENATRACA                                     |
| Paucartambo                         | 15 823    |                           |                  |                            | César Atahuaman Carhuachagua                   |                                                | Frente Andino                                  |
| Sachaca                             | 15 773    |                           |                  |                            | Emilio Díaz Pinto                              |                                                | Sachaca Libertad                               |
| Cura Mori                           | 15 722    |                           |                  |                            | José Vilchez Vilchez                           |                                                | Obras Más Obras                                |
| Saman                               | 15 589    |                           |                  |                            | Avelino Larico Vera                            |                                                | Unión por el Perú                              |
| Chugay                              | 15 503    |                           |                  |                            | Ezequiel Pérez Cruzado                         |                                                | Partido Aprista Peruano                        |
| Masisea                             | 15 472    |                           |                  |                            | Raúl Contreras Ramírez                         |                                                | Somos Perú                                     |
| Santa Rosa                          | 15 459    |                           |                  |                            | Josué Tineo Machado                            |                                                | El Trabajo Continúa                            |
| Colasay                             | 15 381    |                           |                  |                            | Luciano Tapia Castillo                         |                                                | Acción Popular                                 |
| Margos                              | 15 322    |                           |                  |                            | Reynaldo Esquivel Espinoza                     |                                                | Somos Perú                                     |
| Pichari                             | 15 286    |                           |                  |                            | Edilberto Gómez Palomino                       |                                                | Vamos Vecino                                   |
| Sapallanga                          | 15 265    |                           |                  |                            | Mauro Vila Bejarano                            |                                                | Somos Perú                                     |
| Chirinos                            | 15 203    |                           |                  |                            | Agustín Díaz Cano                              |                                                | Vamos Vecino                                   |
| Chicama                             | 15 082    |                           |                  |                            | Carlos Herrera López                           |                                                | Partido Aprista Peruano                        |
| Incahuasi                           | 15 020    |                           |                  |                            | Néstor Bonilla Mesones                         |                                                | Vamos Vecino                                   |
| Sarayacu                            | 14 956    |                           |                  |                            | Luis Saldaña Alegría                           |                                                | Vamos Vecino                                   |
| San Jerónimo                        | 14 915    |                           |                  |                            | Fortunato Rincón Torbisco                      |                                                | Vamos Vecino                                   |
| San Andrés                          | 14 874    |                           |                  |                            | Primitivo Angulo Contreras                     |                                                | Somos Perú                                     |
| Salas                               | 14 861    |                           |                  |                            | Mario Failoc Bernilla                          |                                                | Acción Popular                                 |
| La Brea                             | 14 857    |                           |                  |                            | José Tavara Atoche                             |                                                | Vamos Vecino                                   |
| Chilca                              | 14 717    |                           |                  |                            | Numa Rueda Caycho                              |                                                | Unidos por Cañete                              |
| Tabaconas                           | 14 714    |                           |                  |                            | José Melendrez Ordóñez                         |                                                | Vamos Vecino                                   |
| Coishco                             | 14 694    |                           |                  |                            | Manuel Aldave Boyd                             |                                                | Partido Aprista Peruano                        |
| Quiruvilca                          | 14 669    |                           |                  |                            | Luis Diestra Tamayo                            |                                                | Partido Aprista Peruano                        |
| Umari                               | 14 663    |                           |                  |                            | Otiliano Morales Inocencio                     |                                                | Vamos Vecino                                   |
| Huasmín                             | 14 617    |                           |                  |                            | Damián Sánchez Díaz                            |                                                | Vamos Vecino                                   |
| Ignacio Escudero                    | 14 595    |                           |                  |                            | Óscar Arcela Palacios                          |                                                | Vamos Vecino                                   |
| Condebamba                          | 14 519    |                           |                  |                            | Carlos Urbina Burgos                           |                                                | Vamos Vecino                                   |
| Napo                                | 14 435    |                           |                  |                            | Jaime Carranza Macedo                          |                                                | Somos Perú                                     |
| Mazán                               | 14 393    |                           |                  |                            | Elías Andrade Naro                             |                                                | Somos Perú                                     |
| La Matanza                          | 14 306    |                           |                  |                            | Luis Castillo Timana                           |                                                | Obras y Más Obras                              |
| Coporaque                           | 14 288    |                           |                  |                            | Claudio Cabrera Zapata                         |                                                | Somos Perú                                     |
| Vilcabamba                          | 14 064    |                           |                  |                            | Mauro Calle Alarcón                            |                                                | Unidad Convenciana                             |
| Soritor                             | 14 062    |                           |                  |                            | Elecciones municipales complementarias de 1999 | Elecciones municipales complementarias de 1999 | Elecciones municipales complementarias de 1999 |
| Nuevo Imperial                      | 13 894    |                           |                  |                            | Andrés Asin Meléndez                           |                                                | Unión por el Perú                              |
| Vegueta                             | 13 800    |                           |                  |                            | Gabriel García García                          |                                                | Nuevo Milenio                                  |
| Acobamba                            | 13 778    |                           |                  |                            | Carlos Paz Santivañez                          |                                                | Vamos Vecino                                   |
| Pativilca                           | 13 720    |                           |                  |                            | Hilario Cruz Alvarado                          |                                                | Integración Regionalista                       |
| Chaglla                             | 13 703    |                           |                  |                            | Clever Mendoza Ponce                           |                                                | Vamos Vecino                                   |
| Marcabal                            | 13 465    |                           |                  |                            | Marcelo Roncal Mendoza                         |                                                | Acción Popular                                 |
| Las Amazonas                        | 13 461    |                           |                  |                            | Aldo Paino Inuma                               |                                                | Fuerza Loretana                                |
| Huabal                              | 13 383    |                           |                  |                            | Antonio Pérez Nambal                           |                                                | Acción Popular                                 |
| Marcona                             | 13 347    |                           |                  |                            | Joel Rosales Pacheco                           |                                                | Cerro Blanco                                   |
| Lagunas                             | 13 215    |                           |                  |                            | Juan Tapayuri Murayari                         |                                                | Integracionista de Alto Amazonas               |
| Pueblo Nuevo                        | 13 141    |                           |                  |                            | Diego Sernaqué Paiva                           |                                                | Vamos Vecino                                   |
| Santa Rosa de Sacco                 | 13 020    |                           |                  |                            | Nilo Churmapi Ticse                            |                                                | Justicia y Desarrollo                          |
| Jayanca                             | 12 854    |                           |                  |                            | Juan Leguía Jiménez                            |                                                | Vamos Vecino                                   |
| Los Aquijes                         | 12 839    |                           |                  |                            | Julio Hernández Moron                          |                                                | Acción y Paz                                   |
| Aucallama                           | 12 811    |                           |                  |                            | César Balcázar Labrín                          |                                                | Vamos Vecino                                   |
| Chocope                             | 12 727    |                           |                  |                            | Manuel Pérez Gonzales                          |                                                | Partido Aprista Peruano                        |
| Tabalosos                           | 12 655    |                           |                  |                            | Francisco Cueva Bardales                       |                                                | Integración para el Desarrollo                 |
| Cañaris                             | 12 613    |                           |                  |                            | Antonio Ventura Lizana                         |                                                | Somos Perú                                     |
| Anco                                | 12 607    |                           |                  |                            | Elecciones municipales complementarias de 1999 | Elecciones municipales complementarias de 1999 | Elecciones municipales complementarias de 1999 |
| Sócota                              | 12 599    |                           |                  |                            | José Duárez Díaz                               |                                                | Vamos Vecino                                   |
| Ocongate                            | 12 572    |                           |                  |                            | Víctor Pérez Ccahuana                          |                                                | Frente Progresista de Izquierda                |
| Pacucha                             | 12 551    |                           |                  |                            | Óscar Franco Navarro                           |                                                | Unión por el Perú                              |
| San Juan del Oro                    | 12 551    |                           |                  |                            | Alberto Limache Cañazaca                       |                                                | Unión por el Perú                              |
| Balsapuerto                         | 12 522    |                           |                  |                            | Nazario Peña Panduro                           |                                                | Somos Perú                                     |
| Nuñoa                               | 12 504    |                           |                  |                            | Atilio Quispe Huaynillo                        |                                                | Por Melgar                                     |
| Pacanga                             | 12 466    |                           |                  |                            | Juan Pineda Goicochea                          |                                                | Contigo Pacanga                                |
| Nepeña                              | 12 465    |                           |                  |                            | Luis Collazos Matheus                          |                                                | Somos Perú                                     |
| Chincha Baja                        | 12 408    |                           |                  |                            | Emilio del Solar Salazar                       |                                                | Vamos Vecino                                   |
| Marangani                           | 12 402    |                           |                  |                            | Caleb Huahuachampi Bobadilla                   |                                                | Trabajo y Obras                                |
| Santa Rosa                          | 12 348    |                           |                  |                            | Elecciones municipales complementarias de 1999 | Elecciones municipales complementarias de 1999 | Elecciones municipales complementarias de 1999 |
| Vilque Chico                        | 12 322    |                           |                  |                            | Silvestre Hinojosa Mamani                      |                                                | Movimiento Fuerza Andina                       |
| San Pablo                           | 12 288    |                           |                  |                            | José Villanueva Pérez                          |                                                | Vamos Vecino                                   |
| José Sabogal                        | 12 256    |                           |                  |                            | Fortunato Llaque Calderón                      |                                                | Vamos Vecino                                   |
| Suyo                                | 12 251    |                           |                  |                            | Paulo Ríos Campoverde                          |                                                | Cambio y Desarrollo                            |
| Lancones                            | 12 221    |                           |                  |                            | Isaías Vásquez Morán                           |                                                | Movimiento de Desarrollo Local                 |
| Vista Alegre                        | 12 205    |                           |                  |                            | Emiliano Pillaca Castilla                      |                                                | Vamos Vecino                                   |
| San Marcos                          | 12 188    |                           |                  |                            | Francisco Vargas Díaz                          |                                                | Movimiento San Marcos                          |
| Colán                               | 12 097    |                           |                  |                            | Rómulo Camacho Peralta                         |                                                | Vamos Vecino                                   |
| Ranracancha                         | 12 066    |                           |                  |                            | Juan Castañeda Vilchez                         |                                                | Vamos Vecino                                   |
| Quilmana                            | 12 034    |                           |                  |                            | Celestino Yactayo Villalobos                   |                                                | Unidos por Cañete                              |
| Sivia                               | 12 012    |                           |                  |                            | Carlos Rúa Carbajal                            |                                                | Contigo Sivia                                  |
| Chontalí                            | 12 007    |                           |                  |                            | José Díaz Mego                                 |                                                | El Trabajo Continúa                            |
| Oyotun                              | 12 003    |                           |                  |                            | Julio Guerrero Guerrero                        |                                                | Adelante Chiclayo                              |
| Iparia                              | 11 990    |                           |                  |                            | Alejandro Vargas Ríos                          |                                                | Somos Perú                                     |
| Pebas                               | 11 962    |                           |                  |                            | Edgard Pinedo Bardales                         |                                                | Acción Popular                                 |
| Ananea                              | 11 956    |                           |                  |                            | Celestino Mayta Ccama                          |                                                | Unión por el Perú                              |
| Quellouno                           | 11 854    |                           |                  |                            | Pablo Olivera Vila                             |                                                | Acción Popular                                 |
| Eten                                | 11 839    |                           |                  |                            | Manuel Esqueche Ruiz                           |                                                | Adelante Chiclayo                              |
| El Carmen de la Frontera            | 11 814    |                           |                  |                            | Juan Huayama Guerrero                          |                                                | Vamos Vecino                                   |
| Cumba                               | 11 742    |                           |                  |                            | Elias Díaz Benavides                           |                                                | Vamos Vecino                                   |
| Haquira                             | 11 719    |                           |                  |                            | William Gonzales Núñez                         |                                                | Somos Perú                                     |
| Pisacoma                            | 11 566    |                           |                  |                            | Santiago Ticahuanca Ticahuanca                 |                                                | Vamos Vecino                                   |
| Sartimbamba                         | 11 545    |                           |                  |                            | Aquiles Paredes Vergara                        |                                                | Panorama al 2000                               |
| Chalaco                             | 11 531    |                           |                  |                            | Wilfredo Román Cordova                         |                                                | Obras y Más Obras                              |
| Subtanjalla                         | 11 385    |                           |                  |                            | Elecciones municipales complementarias de 1999 | Elecciones municipales complementarias de 1999 | Elecciones municipales complementarias de 1999 |
| Namballe                            | 11 382    |                           |                  |                            | Salomón Maldonado Abarca                       |                                                | Vamos Vecino                                   |
| Campanilla                          | 11 364    |                           |                  |                            | Pepito Miranda Tenazoa                         |                                                | Vamos Vecino                                   |
| Arapa                               | 11 323    |                           |                  |                            | Mariano Machaca Ligue                          |                                                | Unión por el Perú                              |
| Cieneguilla                         | 11 316    |                           |                  |                            | Amílcar Carrillo Velarde                       |                                                | Vamos Vecino                                   |
| Túpac Amaru Inca                    | 11 315    |                           |                  |                            | Tomas Andia Crisóstomo                         |                                                | Vamos Vecino                                   |
| Pardo Miguel                        | 11 269    |                           |                  |                            | Eduardo Solís Vásquez                          |                                                | Alto Mayo Unido                                |
| Alonso de Alvarado                  | 11 220    |                           |                  |                            | José Medina Fernández                          |                                                | Frente Independiente Popular                   |
| Supe Puerto                         | 11 217    |                           |                  |                            | María Verde Espinoza                           |                                                | Barranca Modernidad                            |
| Querocoto                           | 11 213    |                           |                  |                            | Julio Fernández Pérez                          |                                                | Frente de Desarrollo Chotano                   |
| Samuel Pastor                       | 11 201    |                           |                  |                            | Francisco Chávez Núñez                         |                                                | Vamos Vecino                                   |
| Sorochuco                           | 11 158    |                           |                  |                            | Ever Ortiz Arce                                |                                                | Para el Desarrollo de Celendín                 |
| San Luis                            | 11 154    |                           |                  |                            | Antonio Quispe Rivadeneyra                     |                                                | Vamos Vecino                                   |
| Aguas Verdes                        | 11 124    |                           |                  |                            | Pablo Aranguri Domínguez                       |                                                | Vamos Vecino                                   |
| Tambo                               | 11 103    |                           |                  |                            | Elecciones municipales complementarias de 1999 | Elecciones municipales complementarias de 1999 | Elecciones municipales complementarias de 1999 |
| Nuevo Progreso                      | 11 092    |                           |                  |                            | Carlos Cárdenas Pérez                          |                                                | Unión y Trabajo                                |
| Quillo                              | 11 076    |                           |                  |                            | Juan Cruzado Navarro                           |                                                | Somos Perú                                     |
| Yamango                             | 11 066    |                           |                  |                            | Bartolo Carhuapoma Velásquez                   |                                                | Acción Popular                                 |
| Canchaque                           | 11 063    |                           |                  |                            | José García Guerrero                           |                                                | Vamos Vecino                                   |
| Capachica                           | 11 023    |                           |                  |                            | Juan Flores Pacheco                            |                                                | Somos Perú                                     |
| Salas                               | 11 013    |                           |                  |                            | Luis Murguía Vílchez                           |                                                | Frente Popular Independiente                   |
| Santa María de Chicmo               | 10 960    |                           |                  |                            | Lorenzo Andia Gonzales                         |                                                | Todas las Sangres                              |
| Agallpampa                          | 10 919    |                           |                  |                            | Gilmer Contreras Espejo                        |                                                | Vamos Vecino                                   |
| Los Órganos                         | 10 857    |                           |                  |                            | Orlando Guzmán Dioses                          |                                                | Reconstrucción Efectiva                        |
| Buenos Aires                        | 10 820    |                           |                  |                            | César Ramírez Mezones                          |                                                | Obras y Más Obras                              |
| Comas                               | 10 793    |                           |                  |                            | Sixto Osores Cárdenas                          |                                                | Vamos Vecino                                   |
| Molino                              | 10 756    |                           |                  |                            | Elecciones municipales complementarias de 1999 | Elecciones municipales complementarias de 1999 | Elecciones municipales complementarias de 1999 |
| Orurillo                            | 10 754    |                           |                  |                            | Gabriel Luque Hancco                           |                                                | Por Melgar                                     |
| Picsi                               | 10 746    |                           |                  |                            | Orlando Torres Medina                          |                                                | Adelante Chiclayo                              |
| Parcoy                              | 10 735    |                           |                  |                            | Pedro Martell Aburto                           |                                                | Unión Comunal                                  |
| Sondorillo                          | 10 702    |                           |                  |                            | Daniel Santa Cruz Labán                        |                                                | Somos Perú                                     |
| Acolla                              | 10 700    |                           |                  |                            | Enrique Torres Marcos                          |                                                | FRENATRACA                                     |
| Reque                               | 10 688    |                           |                  |                            | Gonzalo Ciurlizza Carrasco                     |                                                | Adelante Chiclayo                              |
| Chazuta                             | 10 677    |                           |                  |                            | Fredy Alvarado Garazatua                       |                                                | Acción Popular                                 |
| Sanagoran                           | 10 677    |                           |                  |                            | Elecciones municipales complementarias de 1999 | Elecciones municipales complementarias de 1999 | Elecciones municipales complementarias de 1999 |
| Quiquijana                          | 10 653    |                           |                  |                            | Irineo Delgado Mamani                          |                                                | Vamos Vecino                                   |
| Urarinas                            | 10 556    |                           |                  |                            | Elecciones municipales complementarias de 1999 | Elecciones municipales complementarias de 1999 | Elecciones municipales complementarias de 1999 |
| Ccatca                              | 10 554    |                           |                  |                            | Emilio Chacón Ormachea                         |                                                | Partido Aprista Peruano                        |
| Huambos                             | 10 546    |                           |                  |                            | Santos Alarcón Díaz                            |                                                | Frente de Desarrollo Chotano                   |
| Asunción                            | 10 514    |                           |                  |                            | Cecilio Pizan Estrada                          |                                                | Unión por el Perú                              |
| San José                            | 10 495    |                           |                  |                            | Euler Zárate Serrano                           |                                                | Vamos Vecino                                   |
| Ancohuallo                          | 10 480    |                           |                  |                            | Benedicto Zárate Palomino                      |                                                | Vamos Vecino                                   |
| Barranca                            | 10 469    |                           |                  |                            | Raul Rodríguez Meléndez                        |                                                | Somos Perú                                     |
| Carhuamayo                          | 10 464    |                           |                  |                            | Ireneo Chávez Arias                            |                                                | Acción Popular                                 |
| San Juan Bautista                   | 10 461    |                           |                  |                            | Víctor Astorga Ramos                           |                                                | Vamos Vecino                                   |
| Cocachacra                          | 10 426    |                           |                  |                            | Emilio Román Abusada                           |                                                | Acción Popular                                 |
| Santa Rosa                          | 10 418    |                           |                  |                            | Pedro Chavesta Díaz                            |                                                | Adelante Chiclayo                              |
| Magdalena                           | 10 415    |                           |                  |                            | Julia Salas Berrospi                           |                                                | Vamos Vecino                                   |
| Vice                                | 10 378    |                           |                  |                            | Armando Arevalo Zeta                           |                                                | Integración para el Desarrollo                 |
| Santo Tomás                         | 10 336    |                           |                  |                            | Roberto Muñoz Fernández                        |                                                | Vamos Vecino                                   |
| Chalamarca                          | 10 328    |                           |                  |                            | Rogelio Herrera Díaz                           |                                                | Vamos Vecino                                   |
| Anco                                | 10 285    |                           |                  |                            | Walter Aujapucclla Navarro                     |                                                | Vamos Vecino                                   |
| Carmen Alto                         | 10 232    |                           |                  |                            | Julián Fernández Quispe                        |                                                | Vamos Vecino                                   |
| San Miguel de El Faique             | 10 224    |                           |                  |                            | Juan Lizana Yajahuanca                         |                                                | Integración Cívico Campesino                   |
| Ulcumayo                            | 10 210    |                           |                  |                            | Juan Arias Páucar                              |                                                | Integración y Solidaridad                      |
| Colquemarca                         | 10 177    |                           |                  |                            | Dalmecio Pucho León                            |                                                | Nuevo Chumbivilcas                             |
| Livitaca                            | 10 170    |                           |                  |                            | Zacarías Sevillano Colque                      |                                                | Frente Chumbivilcano de Izquierda              |
| Chucuito                            | 10 146    |                           |                  |                            | Juan Choque Teves                              |                                                | Juntos por Obras                               |
| Mariano Dámaso Beraun               | 10 140    |                           |                  |                            | Miguel Meza Malpartida                         |                                                | Vamos Vecino                                   |
| Yauyos                              | 10 078    |                           |                  |                            | Víctor Esteban Camarena                        |                                                | Acción Popular                                 |
| Paucará                             | 10 060    |                           |                  |                            | Ireneo Arotoma Lanazca                         |                                                | Vamos Vecino                                   |
| Chillia                             | 10 063    |                           |                  |                            | Andrés Castañeda Saavedra                      |                                                | Acción Popular                                 |
| Challabamba                         | 10 006    |                           |                  |                            | Juan Álvarez Muñoz                             |                                                | Frente Unido Paucartambo                       |